# Sun Belt

Solbältet markerat med rött.

Sun Belt, Solbältet, är en region i södra USA. Arizona, Kalifornien, Florida, Georgia, Louisiana, Nevada, New Mexico och Texas är delstaterna som man vanligtvis betraktar som Solbältet. South Carolina, Mississippi, Arkansas och Alabama ligger inom samma region, men kulturellt brukar de skiljas åt. De södra staterna från Texas till Florida brukar kallas Bibelbält-staterna medan de sydvästra staterna associeras med den livsstil som förknippas med Solbältet.
Vissa menar att North Carolina borde vara en del av Solbältet, för delstaten har ungefär samma växtlighet även om klimatet är lite mer "vintrigt" än de andra delstaterna i gruppen.
Solbältet håller på att överta nordöstra USA:s ledande roll inom ekonomin. Det beror på att industrierna i solbältet inte är lika råvaruberoende som de gamla industrigrenarna. Istället krävs numera bra klimat och boendemiljö som kan locka välutbildad arbetskraft.[källa behövs]